# 1284
| [ Edytuj tabelę ]                          |                                                                    |
| Książę Małopolski                          | - 1279 Leszek Czarny 1288                                          |
| Książę Wielkopolski                        | - 1273 Przemysł II 1296                                            |
| Król Albanii                               | - 1272 Karol I 1285                                                |
| Współksiążęta Andory                       | - 1278 Pere d'Urg 1293 - 1278 Roger Bernard I 1302                 |
| Król Angkoru                               | - 1244 Dżajawarman VIII 1295                                       |
| Król Anglii                                | - 1272 Edward I 1307                                               |
| Król Aragonii i Walencji, hrabia Barcelony | - 1276 Piotr III Wielki 1285                                       |
| Margrabia Brandenburgii                    | - 1267 Konrad 1304 - 1267 Otto IV 1308                             |
| Książę Burgundii                           | - 1272 Robert II 1306                                              |
| Książę Dolnej Bawarii                      | - 1253 Henryk XIII 1290                                            |
| Książę Górnej Bawarii                      | - 1253 Ludwik II 1294                                              |
| Cesarz Bizancjum                           | - 1282 Andronik II Paleolog 1328                                   |
| Car Bułgarii                               | - 1280 Jerzy I Terter 1292                                         |
| Cesarz Chin                                | - 1279 Kubilaj-chan 1294                                           |
| Król Cypru                                 | - 1267 Hugo III 1284 - 1284 Jan I 1285                             |
| Król Czech                                 | - 1278 Wacław II 1305                                              |
| Król Danii                                 | - 1259 Eryk Glipping 1286                                          |
| Władca Egiptu                              | - 1279 Kalawun 1290                                                |
| Cesarz Etiopii                             | - 1270 Jykuno Amlak 1285                                           |
| Król Francji                               | - 1270 Filip III Śmiały 1285                                       |
| Król Gruzji                                | - 1271 Dymitr II Ofiarny 1289                                      |
| Hrabia Holandii                            | - 1256 Floris V 1296                                               |
| Cesarz Japonii                             | - 1274 Go-Uda 1287                                                 |
| Kalif                                      | - 1262 Al-Hakim bi-Amr Allah 1302                                  |
| Król Kastylii i Leónu                      | - 1252 Alfons X Mądry 1284 - 1284 Sancho IV Odważny 1295           |
| Patriarcha Konstantynopola                 | - 1275 Jan XI Bekkos 1289 - 1283 Grzegorz II Cypryjczyk 1289       |
| Władca Korei                               | - 1274 Ch’ungnyŏl 1308                                             |
| Wielki książę litewski                     | - 1282 Dowmunt 1285                                                |
| Sułtan Maroka                              | - 1259 Abu Jusuf Jakub 1286                                        |
| Książę Moskwy                              | - 1283 Daniel Aleksandrowicz 1303                                  |
| Król Nawarry                               | - 1274 Joanna I z Nawarry 1284 - 1284 Filip I 1305                 |
| Król Norwegii                              | - 1280 Eryk II Wróg Księży 1299                                    |
| Hrabia Palatynatu                          | - 1253 Ludwik II Bawarski 1294                                     |
| Papież                                     | - 1281 Marcin IV 1285                                              |
| Król Portugalii                            | - 1279 Dionizy I 1325                                              |
| Sułtan Rumu                                | - 1282 Masud II 1284 - 1284 Kajkubad III 1284 - 1284 Masud II 1293 |
| Książę Rusi halickiej                      | - 1270 Lew I 1300                                                  |
| Cesarz Rzymski (niemiecki)                 | - 1257 Alfons z Kastylii 1284 - 1273 Rudolf I Habsburg 1291        |
| Książę Saksonii                            | - 1260 Albrecht II 1298                                            |
| Król Serbii                                | - 1282 Stefan Urosz II 1321                                        |
| Król Singasari                             | - 1268 Kertanagara 1292                                            |
| Król Szkocji                               | - 1249 Aleksander III 1286                                         |
| Król Szwecji                               | - 1275 Magnus I Birgersson Ladulås 1290                            |
| Doża Wenecji                               | - 1280 Giovanni Dandolo 1289                                       |
| Król Węgier                                | - 1272 Władysław IV Kumańczyk 1290                                 |
| Wielki mistrz zakonu krzyżackiego          | - 1283 Burkhard von Schwanden 1290                                 |

Rok 1284 / MCCLXXXIV
stulecia: XII wiek ~
XIII wiek ~
XIV wiek

lata: 1274 «
1279 «
1280 «
1281 «
1282 «
1283 «
1284
» 1285
» 1286
» 1287
» 1288
» 1289
» 1294

## Wydarzenia w Polsce
- 1 kwietnia – Braniewo uzyskało prawa miejskie.
- Pierwsza wzmianka o wsi Polski Świętów (jako Swatow).

## Wydarzenia na świecie
- 11 stycznia – król Aragonii i Walencji Piotr III Wielki nadał przywileje społeczne i ekonomiczne Barcelonie.
- 3 marca – wydano Statut z Rhuddlan ogłaszający przyłączenie Walii do Korony Angielskiej.
- 11 maja – Jan I został koronowany w Nikozji na króla Cypru i Jerozolimy.
- 5 czerwca – wojna o tron Sycylii: zwycięstwo floty aragońskiej nad neapolitańską w bitwie w Zatoce Neapolitańskiej.
- 26 czerwca – według legendy szczurołap z Hameln, gdy odmówiono mu zapłaty, wywabił z niemieckiego miasteczka wszystkie dzieci.
- 6 sierpnia – zwycięstwo Genui nad Pizą w bitwie morskiej pod Melorią.
- 16 sierpnia – król Francji Filip IV Piękny poślubił Joannę z Nawarry.

- Finlandia stała się księstwem.

## Urodzili się
- 25 kwietnia – Edward II, król Anglii (zm. 1327)
- Simone Martini, malarz włoski.

## Zmarli
- 24 marca – Hugo III Lusignan, król Cypru i Jerozolimy (ur. 1235)[1]
- 4 kwietnia – Alfons X Mądry, król Kastylii i Leónu (ur. 1221)[2]
- 20 kwietnia – Tokimune Hōjō, regent Japonii (ur. 1251)[3]
- 19 sierpnia – Alfons Plantagenet, książę Anglii, syn Edwarda I Plantageneta (ur. 1273)